# Melodifestivalen 2020
Melodifestivalen 2020 — 60-й випуск шведського музичного конкурсу Melodifestivalen, організований Sveriges Television (SVT), що проходив протягом шести тижнів з 1 лютого по 7 березня 2020 року. Переможцем Melodifestivalen став гурт The Mamas із піснею «Move», що мав представити Швецію на пісенному конкурсі Євробачення 2020, який був скасований через пандемію COVID-19. The Mamas стали першим гуртом, який виграв Melodifestivalen з 2007 року, і першими жінками-переможницями з 2014 року. Ведучими шоу стали Ліна Гедлунд, Ліннеа Генрікссон та Давід Сундін.

## Формат
Формат змагань складався з 6 шоу:
- 4 півфінали,
- Другий шанс,
- Фінал.

28 учасників були відібрані для участі в конкурсі трьома методами: відкритий конкурс заявок на пісні, прямі запрошення конкретним виконавцям і авторам пісень, а також «wildcard», надана одному з виконавців, який брав участь у конкурсі P4 Nästa, організованому Sveriges Radio P4. Всі 6 шоу вели Ліна Гедлунд, Ліннеа Генрікссон і Девід Сундін.

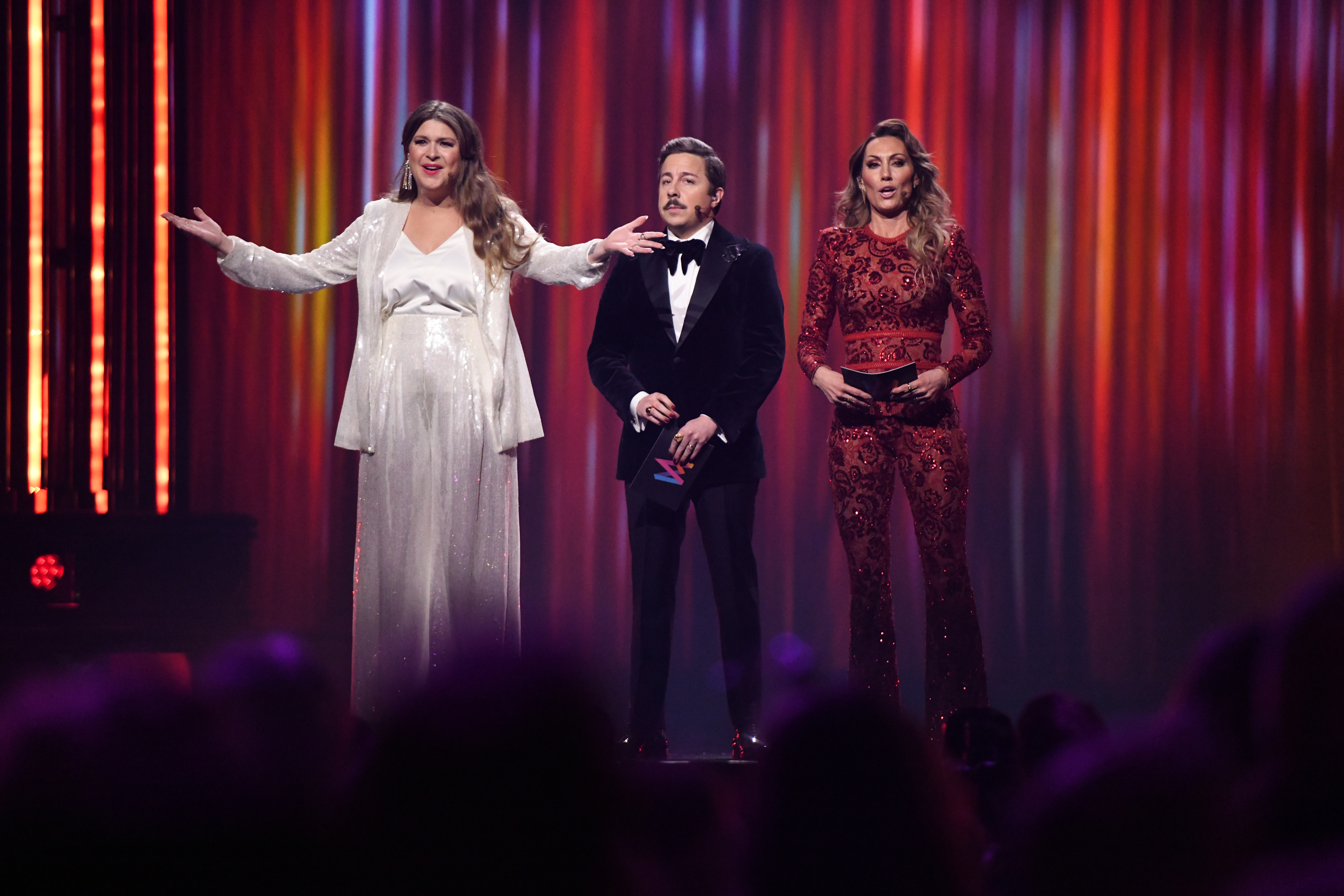
Ведучі Melodifestivalen 2020

28 конкурсантів були розділені між чотирма півфінали, по сім композицій у кожному. З кожного півфіналу пісні, які посіли перше та друге місця, потрапляють безпосередньо до фіналу, тоді як пісні, які посядуть третє та четверте місця, переходять до раунду Другого шансу. Три останні місця в кожному півфіналі вибувають з конкурсу. Ще чотири заявки проходять кваліфікацію з «Другого шансу» до фіналу. Таким чином, загальна кількість учасників у фіналі складає 12.

### Місце проведення
Чотири півфінали відбулися на:
- Saab Arena, Лінчепінг (1 лютого),
- Scandinavium, Гетеборг (8 лютого),
- Coop Norrbotten Arena, Лулео (15 лютого),
- Malmö Arena, Мальме (22 лютого).

Раунд «Другого шансу» відбувся 29 лютого на спортивній арені Stiga в Ескільстуні, а фінал пройшов 7 березня на Friends Arena в Стокгольмі.

## Учасники
Учасниками Melodifestivalen 2020 стали 28 виконавців.
| Виконавці                        | Пісня                           | Місце                   | Фото |
| -------------------------------- | ------------------------------- | ----------------------- | ---- |
| Альбін Йонсен                    | «Livet börjar nu»               | 7-е (останнє)3 півфінал | –    |
| Аманда Ааса                      | «Late»                          | 6-те3 півфінал          | –    |
| Аніс Дон Дьоміна                 | «Vem e som oss»                 | 5-теФінал               |      |
| Анна Берґендаль                  | «Kingdom Come»                  | 3-тєФінал               |      |
| Доттер                           | «Bulletproof»                   | 2-геФінал               |      |
| Drängarna                        | «Piga och dräng»                | Другий шансВибули       |      |
| Еллен Бенедіксон та Сімон Пейрон | «Surface»                       | Другий шансВибули       |      |
| Фейт Какембо                     | «Crying Rivers»                 | 6-те3 півфінал          | –    |
| Фелікс Сандман                   | «Boys with Emotions»            | 7-меФінал               |      |
| Фріда Ерн                        | «We Are One»                    | Другий шансВибула       |      |
| Ганна Ферм                       | «Brave»                         | 4-теФінал               |      |
| Якоб Карлберг                    | «Om du tror att jag saknar dig» | 6-те4 півфінал          |      |
| Клара Хаммарстрьом               | «Nobody»                        | 5-те2 півфінал          |      |
| Лінда Бенгтзінг                  | «Alla mina sorger»              | 6-те2 півфінал          |      |
| Малу Приц                        | «Ballerina»                     | Другий шансВибула       |      |
| Маріетт                          | «Shout It Out»                  | 10-теФінал              |      |
| DJ Méndez та Альваро Естрелла    | «Vamos amigos»                  | 11-теФінал              |      |
| Мохомбі                          | «Winners»                       | 12-е (останнє)Фінал     |      |
| Нанне Гренвалль                  | «Carpool Karaoke»               | 7-е (останнє)4 півфінал |      |
| OVÖ                              | «Inga problem»                  | 6-те1 півфінал          |      |
| Пол Рей                          | «Talking in My Sleep»           | 6-теФінал               |      |
| Робін Бенгтссон                  | «Take a Chance»                 | 8-меФінал               |      |
| Соня Олден                       | «Sluta aldrig gå»               | 5-те1 півфінал          |      |
| Suzi P                           | «Moves»                         | 7-е (останнє)1 півфінал |      |
| The Mamas                        | «Move»                          | Перемога                |      |
| Торстен Флінк                    | «Miraklernas tid»               | дискваліфікація         | –    |
| Ян Йогансен                      | «Miraklernas tid»               | 7-е (останнє)2 півфінал |      |
| Віктор Крон                      | «Troubled Waters»               | 9-теФінал               |      |
| Вільям Стрід                     | «Molnljus»                      | 5-те4 півфінал          |      |

## Півфінал 2
Авторкою хореографії для всіх учасників другого півфіналу стала Саша Жан-Батист.